# HSC Hellenic Wind

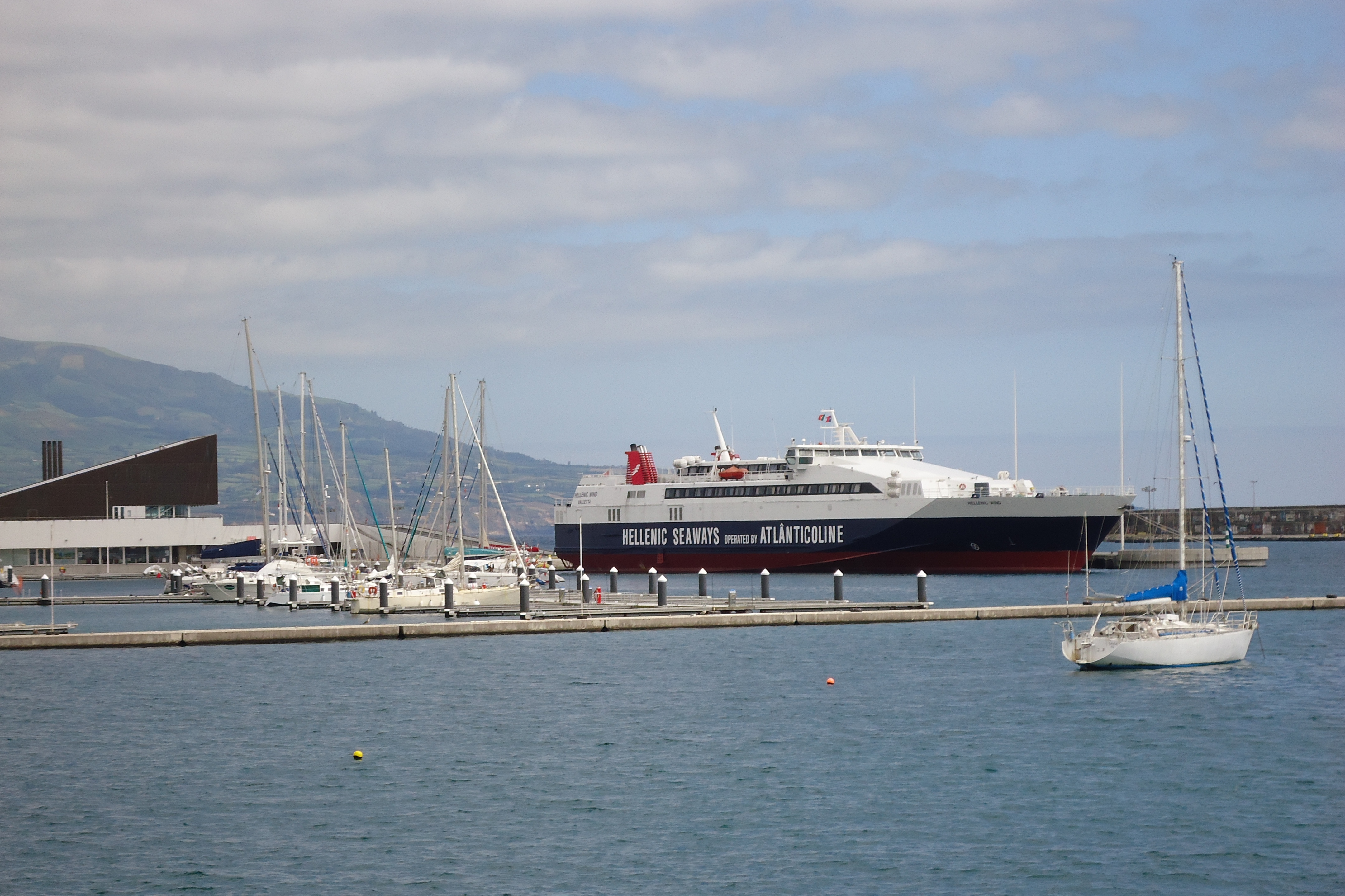
"Hellenic Wind" no porto de Ponta Delgada, ilha de São Miguel, Açores.

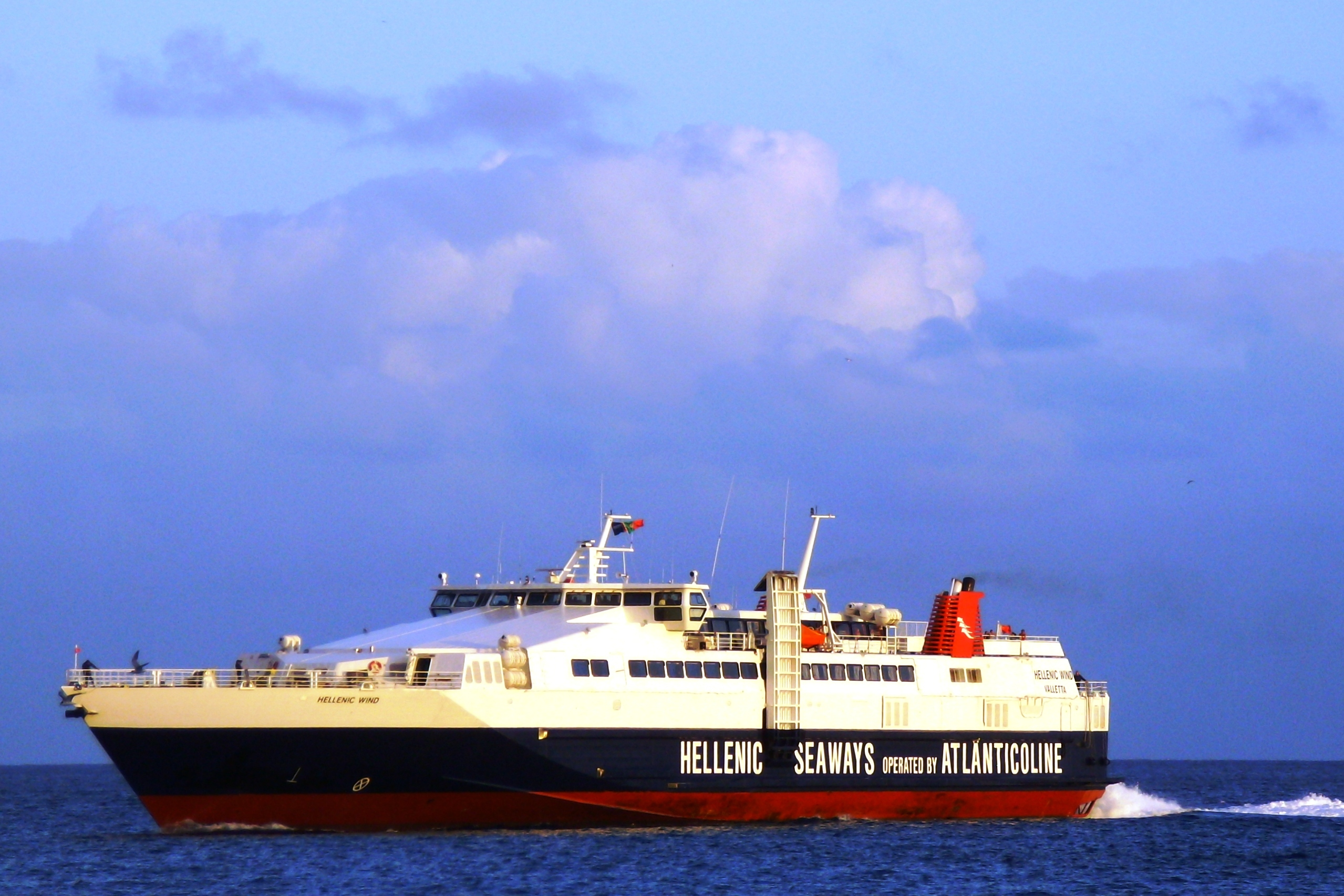
"Hellenic Wind" a aproximar-se da barra do porto de Vila do Porto, ilha de Santa Maria, Açores.

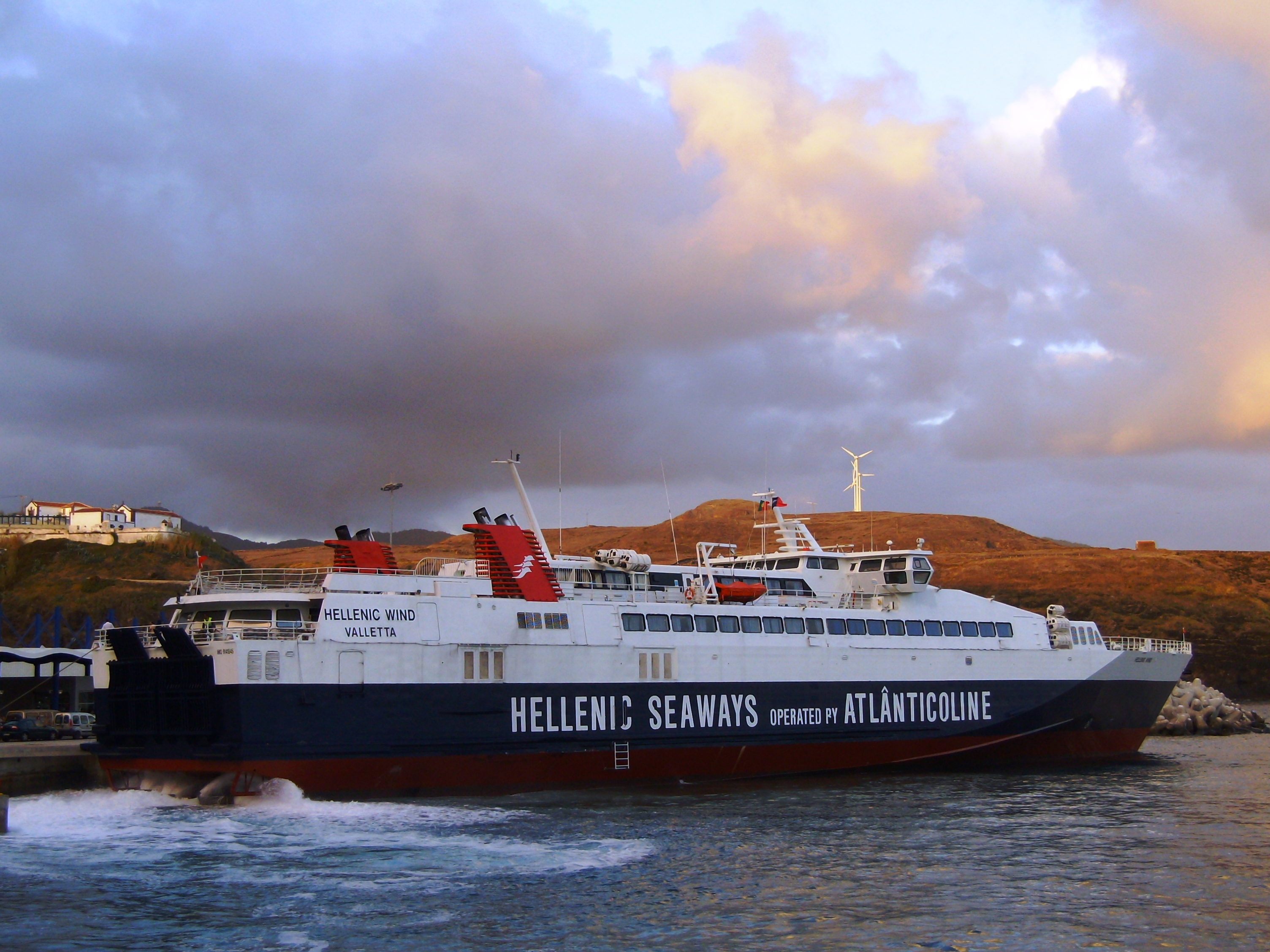
"Hellenic Wind" no porto de Vila do Porto.

A HSC Hellenic Wind (IMO 9141845) é uma embarcação de alta velocidade (em língua inglesa "High-Speed Craft") de propriedade da Hellenic Seaways.

## História
Entrou em serviço em 1997 para a Hoverspeed, subsidiária da Sea Containers Ltd., navegando no canal da Mancha, no percurso entre os portos de Dover e Calais. Era então chamada de HSC SuperSeaCat II.
No ano seguinte (1998) foi transferida para o mar da Irlanda, atuando principalmente no percurso entre Liverpool e Dublin, mas também afretada pela Isle of Man Steam Packet Company, na linha entre Liverpool e Douglas, na ilha de Man.
A embarcação retornou à Hoverspeed em 1999 para reabrir a linha New Haven (East Sussex)-Dieppe, que tinha sido encerrada pela P&O Stena Line naquele ano. Para o seu lugar, no mar da Irlanda, foi levada a sua irmã, a "HSC SuperSeaCat III".
No ano 2000 voltou ao mar da Irlanda, desta vez no percurso Heysham - Belfast, mas novamente voltou às mãos da Hoverspeed novamente para prestar serviços entre Dover e Calais ou Oostende, na Bélgica, operando com duas de suas três irmãs. Após passar algum tempo em docagem para manutenção em Portsmouth, voltou ao serviço na carreira Newhaven - Dieppe, antes de ser fretado pela Isle of Man Steam Packet Company, que então havia sido vendida pela Sea Containers.
Em maio de 2008, foi anunciado que a Steam Packet Company havia adquirido o "Incat 050" (hoje "Manannan"), e que substituiria o agora denominado HSC Viking a partir da temporada de 2009. No final da temporada de 2008, o "Viking"" foi para a Doca Alexandra em Liverpool, para docagem no inverno. Em janeiro de 2009 o "Viking saiu da doca seca para atender as viagens de passageiros do "Ben-My-Chree", que tinha entrado em doca seca para reparos na hélice. Após o retorno ao serviço do "Ben-My-Chree", o "Viking" voltou a fixar-se em Liverpool.

## Atlânticoline
O "Viking" deveria partir de Liverpool para o mar dos Açores, afretado pela Atlânticoline, em início de Julho de 2009. Para esse fim, foi-lhe montada uma porta de carga lateral a bombordo, fabricada para esse fim em Portsmouth, uma vez que, nos Açores, à época, apenas os portos de Ponta Delgada e de Praia da Vitória permitiam o acesso pela parte traseira da embarcação. Entretanto, não pode partir antes de 23 de Julho devido a um vazamento identificado quando os seus tanques de combustível estavam a ser completados para a longa viagem. O lado da ponte de carga do "Viking" perdeu o endereço de internet "steam-packet.com", devido à re-pintura após a inserção da porta de carga lateral para o acesso de veículos. Durante a viagem, sofreu danos no seu casco devido a condições meteorológicas, tendo ancorado em Falmouth, na Cornualha, para reparos. Após esses contratempos, chegou aos Açores e iniciou operações na manhã de 5 de Agosto.

## Hellenic Seaways
A embarcação foi vendida para a Hellenic Seaways e rebatizada como Helenic Wind em Setembro de 2009.

## Características
- Ano de construção: 1997
- Construtor: Estaleiros Fincantieri, Itália.
- Capacidade: 660 passageiros e 180 viaturas.
- Dimensões: 100,00 x 17,10 x 2,70 metros
- Velocidade de cruzeiro: 35 nós.